# Crataegus dahurica
Crataegus dahurica là loài thực vật có hoa trong họ Hoa hồng. Loài này được Koehne ex C.K. Schneid. mô tả khoa học đầu tiên năm 1906.